# Atalanta Bergamasca Calcio 1967-1968
Questa pagina raccoglie i dati riguardanti l'Atalanta Bergamasca Calcio nelle competizioni ufficiali della stagione 1967-1968.

## Stagione
La stagione 1967-1968 per i bergamaschi si rivela assai difficile, con la squadra costantemente nella parte bassa della classifica, ottenendo 25 punti. A rimetterci è l'allenatore Paolo Tabanelli esonerato a tre giornate dalla fine e sostituito da Stefano Angeleri. Durante l'anno si verifica la definitiva consacrazione del bomber Giuseppe Savoldi che con 12 reti risulta il miglior realizzatore stagionale e l'infortunio che mette fine alla carriera del difensore Alfredo Pesenti una bandiera atalantina per molti anni. Lo scudetto è stato vinto dal Milan con 47 punti, con nove lunghezze di vantaggio sul Napoli. Scendono in Serie B la Spal, il Brescia ed il Mantova.
In Coppa Italia il cammino dei neroazzurri si interrompe negli ottavi a causa della sconfitta contro l'Inter (4-1), dopo che nel turno di apertura avevano eliminato il Lanerossi Vicenza (1-2) in veneto. Inoltre la squadra disputa sia la Coppa Mitropa, venendo immediatamente estromessa dall'Austria Vienn (vittoria esterna e sconfitta casalinga), che la "Coppa dell'Amicizia" italo-svizzera, classificandosi al secondo posto per via del pareggio contro l'Aarau e della vittoria in trasferta per 7-0 con il Brühl.

## Organigramma societario
Area direttiva
- Presidente: Attilio Vicentini

Area organizzativa
- Segretario generale: Marino Leidi

Area tecnica
- Allenatore: Paolo Tabanelli, da aprile Stefano Angeleri
- Allenatore in seconda: Carlo Ceresoli

Area sanitaria
- Medico sociale: Cesare Bordoni
- Massaggiatore: Renzo Cividini

## Rosa
| N. |                   | Ruolo | Calciatore           |
| -- | ----------------- | ----- | -------------------- |
|    | Italia (bandiera) | P     | Luigi Balzarini      |
|    | Italia (bandiera) | P     | Zaccaria Cometti     |
|    | Italia (bandiera) | P     | Giuseppe Valsecchi   |
|    | Italia (bandiera) | D     | Giancarlo Cella      |
|    | Italia (bandiera) | D     | Gianpietro Marchetti |
|    | Italia (bandiera) | D     | Franco Nodari        |
|    | Italia (bandiera) | D     | Alfredo Pesenti      |
|    | Italia (bandiera) | D     | Luciano Poppi        |
|    | Italia (bandiera) | C     | Ivan Bertuolo        |
|    | Italia (bandiera) | C     | Luigi Milan          |

| N. |                   | Ruolo | Calciatore         |
| -- | ----------------- | ----- | ------------------ |
|    | Italia (bandiera) | C     | Elvio Salvori      |
|    | Italia (bandiera) | C     | Paolo Signorelli   |
|    | Italia (bandiera) | C     | Sandro Tiberi      |
|    | Italia (bandiera) | A     | Giancarlo Danova   |
|    | Italia (bandiera) | A     | Lucio Dell'Angelo  |
|    | Italia (bandiera) | A     | Adriano Novellini  |
|    | Italia (bandiera) | A     | Roberto Rigotto    |
|    | Italia (bandiera) | A     | Giuseppe Santonico |
|    | Italia (bandiera) | A     | Giuseppe Savoldi   |
|    | Italia (bandiera) | A     | Valerio Spadoni    |

## Risultati

### Serie A

#### Girone di andata
| Arbitro: | Di Tonno (Lecce) |

|                     |           |  |
| Altafini 37’ (rig.) | Marcatori |  |

| Bergamo 1º ottobre 1967 2ª giornata | Atalanta         | 0 – 0 | Juventus | Stadio Comunale\| Arbitro: \| Sbardella (Roma) \| |
| Arbitro:                            | Sbardella (Roma) |       |          |                                                   |

| Arbitro: | D'Agostini (Roma) |

|                         |           |             |
| Nené 15’ Boninsegna 51’ | Marcatori | 88’ Savoldi |

| Arbitro: | Angonese (Mestre) |

|                                        |           |             |
| Danova 10’ Savoldi 22’ Dell'Angelo 29’ | Marcatori | 17’ Nielsen |

| Arbitro: | Bigi (Padova) |

|                                         |           |  |
| Savoldi 52’, 80’, 88’ Picchi 55’ (aut.) | Marcatori |  |

| Arbitro: | Angonese (Mestre) |

|             |           |             |
| Taccola 25’ | Marcatori | 80’ Savoldi |

| Arbitro: | Pieroni (Roma) |

|                   |           |              |
| Savoldi 3’ (rig.) | Marcatori | 75’ Moschino |

| Arbitro: | Genel (Trieste) |

|            |           |  |
| Spelta 22’ | Marcatori |  |

| Arbitro: | Giunti (Arezzo) |

|            |           |                                         |
| Danova 53’ | Marcatori | 20’ Troja 41’ Botti 87’ (rig.) D'Alessi |

| Milano 3 dicembre 1967 10ª giornata | Milan          | 0 – 0 | Atalanta | Stadio San Siro\| Arbitro: \| Vitullo (Roma) \| |
| Arbitro:                            | Vitullo (Roma) |       |          |                                                 |

| Arbitro: | Di Tonno (Lecce) |

|                    |           |  |
| Savoldi 70’ (rig.) | Marcatori |  |

| Arbitro: | Gonella (Torino) |

|            |           |  |
| Mancin 54’ | Marcatori |  |

| Arbitro: | De Marchi (Pordenone) |

|            |           |  |
| Danova 50’ | Marcatori |  |

| Arbitro: | Barbaresco (Cormons) |

|                                                     |           |  |
| Tentorio 11’ Perani 18’ Fogli 33’ Pascutti 45’, 77’ | Marcatori |  |

| Arbitro: | Gussoni (Tradate) |

|             |           |  |
| Rigotto 32’ | Marcatori |  |

#### Girone di ritorno
| Arbitro: | Francescon (Padova) |

|             |           |  |
| Savoldi 76’ | Marcatori |  |

| Arbitro: | Branzoni (Pavia) |

|                            |           |            |
| De Paoli 37’ Cinesinho 73’ | Marcatori | 41’ Danova |

| Arbitro: | Pieroni (Roma) |

|                            |           |                        |
| Dell'Angelo 21’ Danova 25’ | Marcatori | 23’ (aut.) Dell'Angelo |

| Arbitro: | Sbardella (Roma) |

|                                             |           |  |
| S. Mazzola 58’ Domenghini 70’ Facchetti 88’ | Marcatori |  |

| Arbitro: | Acernese (Roma) |

|                          |           |  |
| Anastasi 40’ Vastola 71’ | Marcatori |  |

| Arbitro: | Monti (Ancona) |

|                        |           |             |
| Savoldi 21’ (rig.) 25’ | Marcatori | 69’ Cordova |

| Arbitro: | Possagno (Treviso) |

|                                                 |           |             |
| Poletti 36’ (rig.) Facchin 47’, 76’ Carelli 51’ | Marcatori | 23’ Rigotto |

| Arbitro: | Motta (Monza) |

|                         |           |  |
| Savoldi 27’ Salvori 36’ | Marcatori |  |

| Arbitro: | Gonella (Torino) |

|                      |           |               |
| Troja 32’ Schutz 46’ | Marcatori | 58’ Santonico |

| Arbitro: | Lattanzi (Roma) |

|  |           |                                   |
|  | Marcatori | 18’ Sormani 71’, 77’ (rig.) Prati |

| Arbitro: | Monti (Ancona) |

|                               |           |                 |
| Gori 6’, 58’, 89’ Vinicio 73’ | Marcatori | 61’ Dell'Angelo |

| Arbitro: | De Marchi (Pordenone) |

|  |           |                                |
|  | Marcatori | 11’, 87’ De Sisti 81’ Chiarugi |

| Arbitro: | D'Agostini (Roma) |

|             |           |  |
| Bertuccioli | Marcatori |  |

| Arbitro: | Lo Bello (Siracusa) |

|           |           |  |
| Milan 73’ | Marcatori |  |

| Genova 12 maggio 1968 30ª giornata | Sampdoria      | 0 – 0 | Atalanta | Stadio Luigi Ferraris\| Arbitro: \| Pieroni (Roma) \| |
| Arbitro:                           | Pieroni (Roma) |       |          |                                                       |

### Coppa Italia
| Arbitro: | Giunti (Arezzo) |

|             |           |                             |
| Bicicli 76’ | Marcatori | 27’ Rigotto 42’ Dell'Angelo |

| Arbitro: | Toselli (Cormons) |

|                                                           |           |            |
| Santarini 56’ Domenghini 60’ Corso 69’ (rig.) D'Amato 81’ | Marcatori | 24’ Tiberi |

### Coppa Mitropa
| Arbitro: | Zsolt |

|          |           |                             |
| Sara 44’ | Marcatori | 56’ Dell'Angelo 75’ Savoldi |

| Arbitro: | Fiala |

|  |           |                |
|  | Marcatori | 41’, 61’ Fiala |

## Coppa dell'Amicizia italo-svizzera
| Olten 11 giugno 1968 prima giornata         | Aarau     | 1 – 1     | Atalanta |  |
| \| \| \| \| \| \| Marcatori \| Novellini \| |           |           |          |  |
|                                             |           |           |          |  |
|                                             | Marcatori | Novellini |          |  |

| San Gallo 15 giugno 1968 seconda giornata                                                | Brühl     | 0 – 7                                                  | Atalanta |  |
| \| \| \| \| \| \| Marcatori \| Milan aut.’ Fassora Novellini Rigotto Marchetti Danova \| |           |                                                        |          |  |
|                                                                                          |           |                                                        |          |  |
|                                                                                          | Marcatori | Milan aut.’ Fassora Novellini Rigotto Marchetti Danova |          |  |

## Statistiche

### Statistiche di squadra
| Competizione        | Punti | In casa | In casa | In casa | In casa | In casa | In casa | In trasferta | In trasferta | In trasferta | In trasferta | In trasferta | In trasferta | Totale | Totale | Totale | Totale | Totale | Totale | DR  |
| Competizione        | Punti | G       | V       | N       | P       | Gf      | Gs      | G            | V            | N            | P            | Gf           | Gs           | G      | V      | N      | P      | Gf     | Gs     | DR  |
| ------------------- | ----- | ------- | ------- | ------- | ------- | ------- | ------- | ------------ | ------------ | ------------ | ------------ | ------------ | ------------ | ------ | ------ | ------ | ------ | ------ | ------ | --- |
| Serie A             | 25    | 15      | 10      | 2       | 3       | 20      | 13      | 15           | 0            | 3            | 12           | 6            | 29           | 30     | 10     | 5      | 15     | 26     | 42     | -16 |
| Coppa Italia        |       | 0       | 0       | 0       | 0       | 0       | 0       | 2            | 1            | 0            | 1            | 3            | 5            | 2      | 1      | 0      | 1      | 3      | 5      | -2  |
| Coppa Mitropa       |       | 1       | 0       | 0       | 1       | 0       | 2       | 1            | 1            | 0            | 0            | 2            | 1            | 2      | 1      | 0      | 1      | 2      | 3      | -1  |
| Coppa dell'Amicizia | 3     | 0       | 0       | 0       | 0       | 0       | 0       | 2            | 1            | 1            | 0            | 8            | 1            | 2      | 1      | 1      | 0      | 8      | 1      | +7  |

### Statistiche dei giocatori
| Giocatore      | Serie A  | Serie A | Coppa Italia | Coppa Italia | Coppa Mitropa Coppa dell'Amicizia italo-svizzera | Coppa Mitropa Coppa dell'Amicizia italo-svizzera | Totale   | Totale |
| Giocatore      | Presenze | Reti    | Presenze     | Reti         | Presenze                                         | Reti                                             | Presenze | Reti   |
| -------------- | -------- | ------- | ------------ | ------------ | ------------------------------------------------ | ------------------------------------------------ | -------- | ------ |
| L. Balzarini   | 7        | 0       | 0            | 0            | 2                                                | 0                                                | 9        | 0      |
| I. Bertuolo    | 13       | 0       | 0            | 0            | 0                                                | 0                                                | 13       | 0      |
| Bettani        | 0        | 0       | 0            | 0            | 2                                                | 0                                                | 2        | 0      |
| G. Cella       | 30       | 0       | 2            | 0            | 2                                                | 0                                                | 34       | 0      |
| Z. Cometti     | 15       | 0       | 2            | 0            | 0                                                | 0                                                | 17       | 0      |
| G. Danova      | 25       | 5       | 2            | 0            | 3                                                | 1                                                | 30       | 6      |
| L. Dell'Angelo | 29       | 3       | 2            | 1            | 2                                                | 1                                                | 33       | 5      |
| G. Marchetti   | 5        | 0       | 1            | 0            | 4                                                | 1                                                | 10       | 1      |
| L. Milan       | 12       | 1       | 1            | 0            | 4                                                | 1                                                | 17       | 2      |
| F. Nodari      | 22       | 0       | 2            | 0            | 4                                                | 0                                                | 28       | 0      |
| A. Novellini   | 3        | 0       | 1            | 0            | 4                                                | 3                                                | 8        | 3      |
| A. Pesenti     | 12       | 0       | 2            | 0            | 1                                                | 0                                                | 15       | 0      |
| L. Poppi       | 15       | 0       | 0            | 0            | 3                                                | 0                                                | 18       | 0      |
| R. Rigotto     | 24       | 2       | 2            | 1            | 4                                                | 1                                                | 30       | 4      |
| E. Salvori     | 26       | 1       | 2            | 0            | 3                                                | 0                                                | 31       | 1      |
| G. Santonico   | 4        | 1       | 1            | 0            | 1                                                | 0                                                | 6        | 1      |
| G. Savoldi     | 27       | 12      | 1            | 0            | 2                                                | 1                                                | 30       | 13     |
| P. Signorelli  | 24       | 0       | 1            | 0            | 2                                                | 0                                                | 27       | 0      |
| V. Spadoni     | 0        | 0       | 0            | 0            | 1                                                | 0                                                | 1        | 0      |
| S. Tiberi      | 29       | 0       | 2            | 1            | 1                                                | 0                                                | 32       | 1      |
| G. Valsecchi   | 10       | 0       | 0            | 0            | 2                                                | 0                                                | 12       | 0      |